# Denise Cocquerillat
Denise Cocquerillat, née le 8 juin 1918 à Granville (Manche) et morte le 18 décembre 1999 à Paris 14e, est une archéologue et assyriologue française.

## Biographie
Denise Cocquerillat naît le 8 juin 1918 à Granville,.
Elle étudie à l'archéologie à l'École du Louvre. Elle présente en 1947 une thèse devant Georges Contenau et André Parrot, intitulée Masse d'armes dans l'iconographie mésopotamienne,. Elle étudie également des langues anciennes, comme l'hébreu, l'assyro-babylonien et le sumérien.
Elle devient assyriologue et directrice de recherche au CNRS (Centre national de la recherche scientifique),. Elle traduit plusieurs textes en cunéiforme : elle étudie les tablettes d'Uruk et des textes légaux datés du IIe millénaire av. J.-C. de Babylone.
En 1960, elle visite l'Irak avec le chercheur allemand Heinrich Lenzen (de) — les femmes ne pouvant prendre part aux expéditions françaises. Elle publie Palmeraies et cultures de l'Eanna d'Uruk dans la collection Ausgrabungen der Deutschenforschungsgemeinschaft in Uruk-Warka.
Jusqu'à la fin de sa vie, elle reste une chercheuse passionnée par la Mésopotamie. Elle meurt le 18 décembre 1999 dans le 14e arrondissement de Paris.

## Publications
- Masse d'armes dans l'iconographie mésopotamienne (thèse), Paris, École du Louvre, 1947, 104 p. (SUDOC 228218780).
- Palmeraies et cultures de l’Eanna d’Uruk, Berlin, Mann, coll. « Ausgrabungen der Deutschenforschungsgemeinschaft in Uruk-Warka » (no 8), 1968, 140 p. (OCLC 6688542).